# Cerisy-Buleux
Cerisy-Buleux est une commune française située dans le département de la Somme en région Hauts-de-France.

## Géographie

### Localisation
Cerisy-Buleux est un village picard du Vimeu.
Limitrophe de Oisemont, la localité est située à 9 km au nord-est de Blangy-sur-Bresle, 16 km au sud-ouest d'Abbeville et à 41 km à l'ouest d'Amiens, à vol d'oiseau.
Le territoire de la commune est limitrophe de ceux de cinq communes.
Les communes limitrophes sont  Fresnes-Tilloloy, Oisemont, Ramburelles, Saint-Maxent et Villeroy.

### Hydrographie
La commune est traversée par la ligne de partage des eaux entre les bassins hydrographiques Artois-Picardie et Seine-Normandie. Elle n'est drainée par aucun cours d'eau.

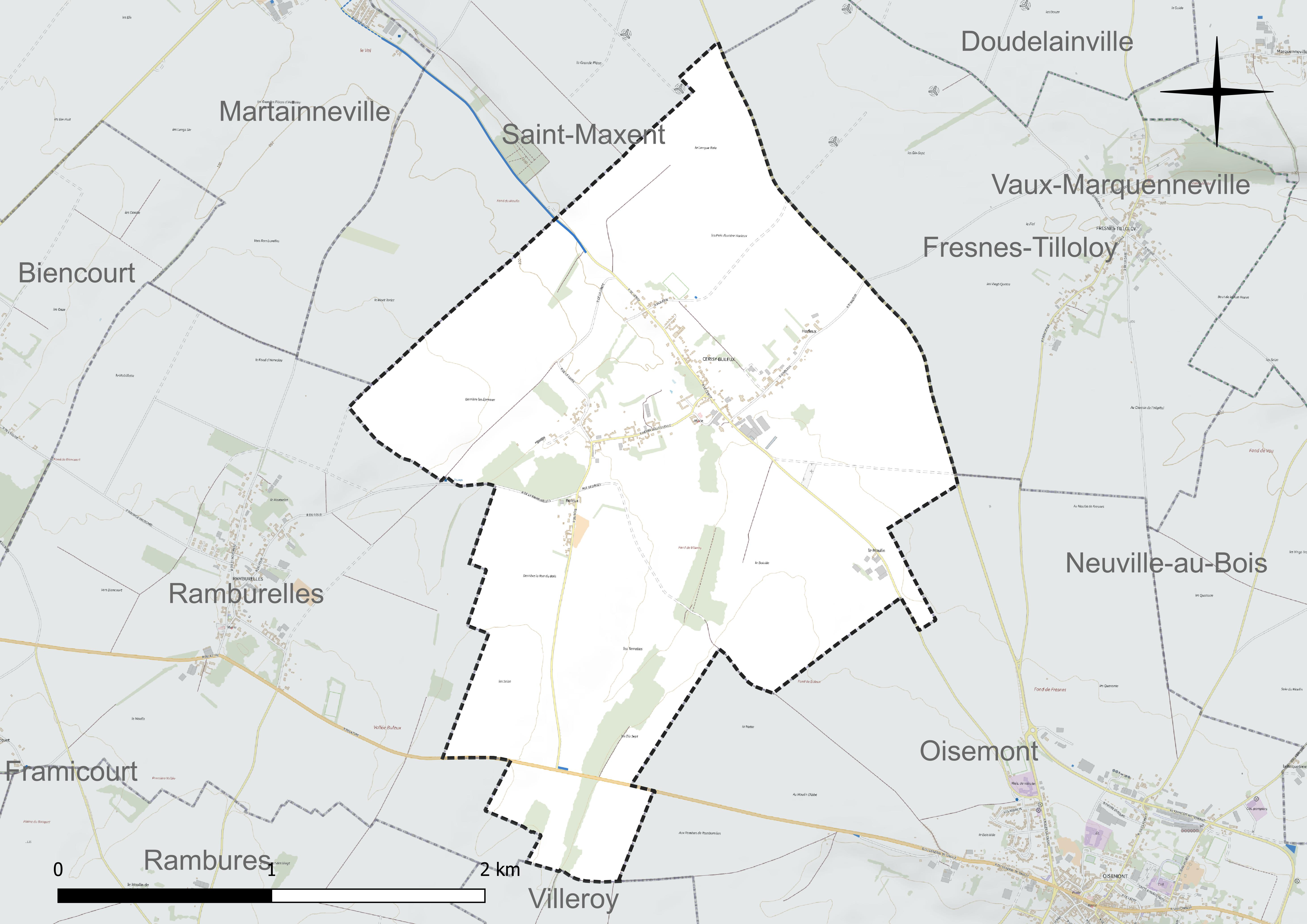
Réseau hydrographique de Cerisy-Buleux.

### Climat
Pour des articles plus généraux, voir Climat des Hauts-de-France et Climat de la Somme.
En 2010, le climat de la commune est de type climat océanique altéré, selon une étude du CNRS s'appuyant sur une série de données couvrant la période 1971-2000. En 2020, Météo-France publie une typologie des climats de la France métropolitaine dans laquelle la commune est exposée à un climat océanique et est dans la région climatique Côtes de la Manche orientale, caractérisée par un faible ensoleillement (1 550 h/an) ; forte humidité de l'air (plus de 20 h/jour avec humidité relative > 80 % en hiver), vents forts fréquents.
Pour la période 1971-2000, la température annuelle moyenne est de 10,3 °C, avec une amplitude thermique annuelle de 13,4 °C. Le cumul annuel moyen de précipitations est de 848 mm, avec 12,3 jours de précipitations en janvier et 8,6 jours en juillet. Pour la période 1991-2020, la température moyenne annuelle observée sur la station météorologique la plus proche, située sur la commune d'Oisemont à 3 km à vol d'oiseau, est de 11,1 °C et le cumul annuel moyen de précipitations est de 801,4 mm,. Pour l'avenir, les paramètres climatiques de la commune estimés pour 2050 selon différents scénarios d'émission de gaz à effet de serre sont consultables sur un site dédié publié par Météo-France en novembre 2022.
| Mois                                  | jan.             | fév.            | mars          | avril         | mai             | juin           | jui.          | août           | sep.          | oct.            | nov.            | déc.             | année      |
| ------------------------------------- | ---------------- | --------------- | ------------- | ------------- | --------------- | -------------- | ------------- | -------------- | ------------- | --------------- | --------------- | ---------------- | ---------- |
| Température minimale moyenne (°C)     | 1,9              | 1,9             | 3,7           | 5,2           | 8,3             | 11,3           | 13,4          | 13,5           | 11            | 8,4             | 5,1             | 2,6              | 7,2        |
| Température moyenne (°C)              | 4,4              | 4,8             | 7,4           | 10            | 13,2            | 16,1           | 18,3          | 18,4           | 15,5          | 12              | 7,8             | 5                | 11,1       |
| Température maximale moyenne (°C)     | 6,9              | 7,7             | 11,2          | 14,8          | 18              | 21             | 23,2          | 23,3           | 20,1          | 15,5            | 10,5            | 7,3              | 15         |
| Record de froid (°C) date du record   | −12,7 01.01.1997 | −13 07.02.1991  | −8,8 04.03.05 | −4 08.04.03   | −0,9 05.05.1996 | 2,2 02.06.1991 | 6 07.07.1996  | 5,9 25.08.1993 | 2,6 30.09.18  | −4,9 29.10.1997 | −8,4 30.11.1989 | −13,2 29.12.1996 | −13,2 1996 |
| Record de chaleur (°C) date du record | 15,6 01.01.22    | 18,7 15.02.1998 | 24,8 31.03.21 | 27,6 19.04.18 | 31,7 27.05.05   | 36,4 18.06.22  | 41,4 25.07.19 | 38 10.08.03    | 34,2 10.09.23 | 29,1 01.10.11   | 20,9 07.11.15   | 16,1 31.12.22    | 41,4 2019  |
| Précipitations (mm)                   | 67,8             | 59,4            | 58,2          | 49,3          | 63,4            | 57,5           | 60            | 72             | 63,6          | 72,7            | 80,9            | 96,6             | 801,4      |

## Urbanisme

### Typologie
Au 1er janvier 2024, Cerisy-Buleux est catégorisée commune rurale à habitat dispersé, selon la nouvelle grille communale de densité à sept niveaux définie par l'Insee en 2022.
Elle est située hors unité urbaine et hors attraction des villes,.

### Occupation des sols
L'occupation des sols de la commune, telle qu'elle ressort de la base de données européenne d'occupation biophysique des sols Corine Land Cover (CLC), est marquée par l'importance des territoires agricoles (93,3 % en 2018), une proportion sensiblement équivalente à celle de 1990 (94 %). La répartition détaillée en 2018 est la suivante : 
terres arables (69,4 %), prairies (18,2 %), zones urbanisées (6,7 %), zones agricoles hétérogènes (5,7 %). L'évolution de l'occupation des sols de la commune et de ses infrastructures peut être observée sur les différentes représentations cartographiques du territoire : la carte de Cassini (XVIIIe siècle), la carte d'état-major (1820-1866) et les cartes ou photos aériennes de l'IGN pour la période actuelle (1950 à aujourd'hui).

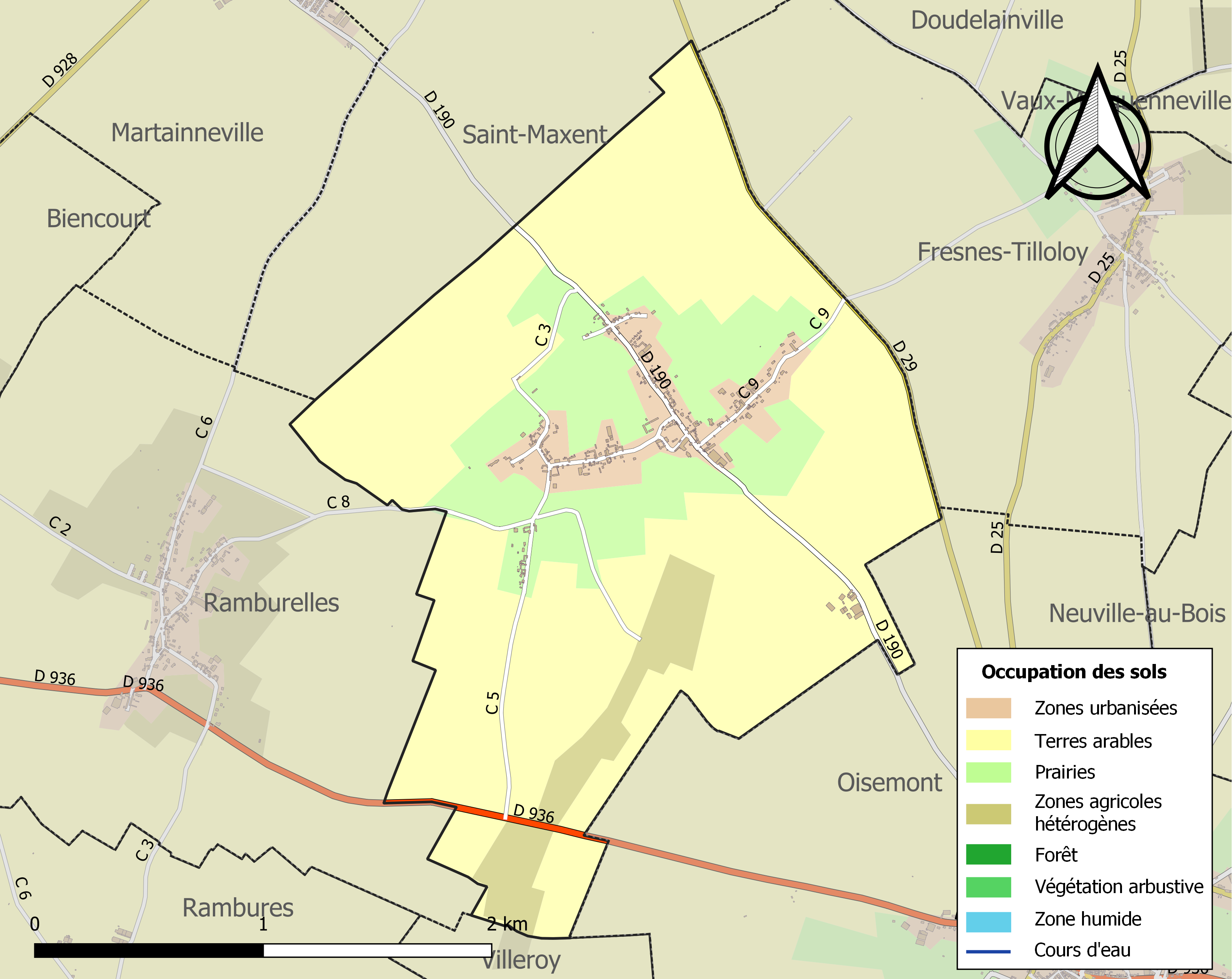
Carte des infrastructures et de l'occupation des sols de la commune en 2018 (CLC).

## Toponymie
Dès 1217, la forme de Cerisy est relevée dans un écrit d'Évrard de Fouilloy, évêque d'Amiens. La forme latinisée Cherisiacum est signalée en 1255, émanant d'Ancher  de Cerisy, selon Dom Grenier ; Cherisy en 1301 ; Cherisi en 1337 ; Cherissy en 1648. Cerisy Bulleux apparait en 1692 (pouillé) ; Serizy-Bulleux en 1713 ; Cerist en 1733 ; Cerizy-Buleux en 1757 ; Seriez en 1761 ; Cerisy-Bulleux en 1763 ; Cerisy-en-Vimeu en 1763 ; Cerisi en 1778 ; Serisy-les-Buleux en 1781 ; Serizi en 1787 ; Cerisy-Buleux en 1801.
Buleux, attesté sous les formes Bulloes en 1337 ; Bulleux en 1425 ; Buleux en 1456 ; Buleu en 1657, est une partie de Cerisy.

## Histoire
En 1849 , comme dans toutes les communes de France, la population masculine majeure peut, pour la première fois, aller voter grâce à l'instauration du suffrage universel.
Voici la répartition (en nombre) de quelques patronymes des  149 électeurs figurant sur la liste électorale établie cette année-là :
| Bellebouche | Berthe | Cauet | Mabille | Routier de Cerisy | Seigneur | Ternisien de Bouville | Tirmont | Acquet de Férolles |
| 3           | 6      | 5     | 5       | 4                 | 4        | 4                     | 6       | 1                  |

Les déplacements sont facilités par la mise en service en 1872 de la ligne de chemin de fer à voie unique Canaples à Longroy-Gamaches, avec une halte dans la commune (au point kilométrique 22,275 depuis la gare de Longpré-Les-Corps-Saints). La ligne desservait Longpré-les-Corps-Saints / Bettencourt-Rivière / Airaines / Allery / Wiry-au-Mont / Forceville / Oisemont / Cerisy-Buleux / Martainneville - Saint-Maxent / Vismes-au-Val / Maisnières / Gamaches et Longroy - Gamaches
Cette ligne faisait essentiellement du trafic fret en desservant les coopératives mais aussi quelques voyageurs. La fin du service voyageurs a lieu dès la fin de la Seconde Guerre mondiale. La section Oisement-Longroy ferme à tout service le 3 novembre 1969.

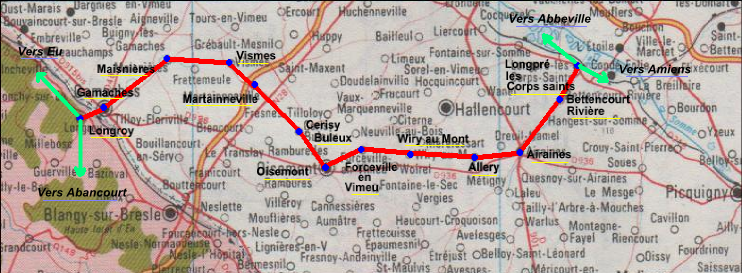

## Politique et administration

### Rattachements administratifs et électoraux
La commune se trouvait jusqu'en 2016 dans l'arrondissement d'Abbeville du département de la Somme, avant d'intégrer le 1er janvier 2017 l'arrondissement d'Amiens. Pour l'élection des députés, elle fait partie depuis 1988 de la troisième circonscription de la Somme.
Elle faisait partie depuis 1801 du canton de Gamaches. Dans le cadre du redécoupage cantonal de 2014 en France, la commune est intégrée au canton de Poix-de-Picardie.

### Intercommunalité
La commune était membre de la petite communauté de communes de la Région d'Oisemont (CCRO), créée au 1er janvier 1995.
Dans le cadre des dispositions de la loi portant nouvelle organisation territoriale de la République du 7 août 2015, qui prévoit que les établissements publics de coopération intercommunale (EPCI) à fiscalité propre doivent avoir un minimum de 15 000 habitants, la préfète de la Somme propose en octobre 2015 un projet de nouveau schéma départemental de coopération intercommunale (SDCI) qui prévoit la réduction de vingt-huit à seize du nombre des intercommunalités à fiscalité propre du département.
Ce projet prévoit la « fusion des communautés de communes du Sud Ouest Amiénois, du Contynois et de la région d'Oisemont », le nouvel ensemble de 37 412 habitants regroupant 120 communes,. À la suite de l'avis favorable de la commission départementale de coopération intercommunale en janvier 2016, la préfecture sollicite l'avis formel des conseils municipaux et communautaires concernés en vue de la mise en œuvre de la fusion.
La communauté de communes Somme Sud-Ouest (CC2SO), dont est désormais membre la commune, est ainsi créée au 1er janvier 2017.

### Liste des maires
| Période                                  | Période                   | Identité                       | Étiquette | Qualité                                    |
| ---------------------------------------- | ------------------------- | ------------------------------ | --------- | ------------------------------------------ |
| Les données manquantes sont à compléter. |                           |                                |           |                                            |
|                                          |                           |                                |           |                                            |
|                                          | en cours en l'An VII      | Jacques Delenclos              |           | agent communal                             |
|                                          | en cours en 1812          | Nicolas Louis Boniface Dallery |           |                                            |
|                                          | en cours en 1875          | Alexandre Frévin               |           |                                            |
|                                          | en cours en 1889 et 1916  | Louis de Witasse-Thézy         |           |                                            |
|                                          |                           |                                |           |                                            |
| avant 1974                               |                           | Pierre Poiré                   |           |                                            |
|                                          |                           |                                |           |                                            |
| 1983                                     | juin 1995                 | Paul Bellegueulle              |           |                                            |
| juin 1995                                | mars 2014                 | Gérard Dalle                   |           |                                            |
| mars 2014                                | En cours (au 2 juin 2020) | M. Dominique Bayart            | DVD       | Agriculteur Réélu pour le mandat 2020-2026 |

## Population et société

### Démographie
L'évolution du nombre d'habitants est connue à travers les recensements de la population effectués dans la commune depuis 1793. Pour les communes de moins de 10 000 habitants, une enquête de recensement portant sur toute la population est réalisée tous les cinq ans, les populations de référence des années intermédiaires étant quant à elles estimées par interpolation ou extrapolation. Pour la commune, le premier recensement exhaustif entrant dans le cadre du nouveau dispositif a été réalisé en 2006.

En 2022, la commune comptait 277 habitants, en évolution de +3,75 % par rapport à 2016 (Somme : −1,26 %, France hors Mayotte : +2,11 %).
| 1793 | 1800 | 1806 | 1821 | 1831 | 1836 | 1841 | 1846 | 1851 |
| ---- | ---- | ---- | ---- | ---- | ---- | ---- | ---- | ---- |
| 430  | 474  | 506  | 483  | 512  | 490  | 516  | 518  | 506  |

| 1856 | 1861 | 1866 | 1872 | 1876 | 1881 | 1886 | 1891 | 1896 |
| ---- | ---- | ---- | ---- | ---- | ---- | ---- | ---- | ---- |
| 504  | 498  | 475  | 455  | 465  | 465  | 440  | 460  | 444  |

| 1901 | 1906 | 1911 | 1921 | 1926 | 1931 | 1936 | 1946 | 1954 |
| ---- | ---- | ---- | ---- | ---- | ---- | ---- | ---- | ---- |
| 446  | 429  | 386  | 361  | 365  | 461  | 361  | 356  | 341  |

| 1962 | 1968 | 1975 | 1982 | 1990 | 1999 | 2006 | 2011 | 2016 |
| ---- | ---- | ---- | ---- | ---- | ---- | ---- | ---- | ---- |
| 336  | 342  | 281  | 272  | 278  | 260  | 252  | 258  | 267  |

| 2021 | 2022 | - | - | - | - | - | - | - |
| ---- | ---- | - | - | - | - | - | - | - |
| 272  | 277  | - | - | - | - | - | - | - |

### Enseignement
En matière d'enseignement élémentaire, les enfants du village relèvent du regroupement pédagogique concentré organisé à l'école publique d'Oisemont, destinée à accueillir trois cents élèves. La compétence scolaire est mise en œuvre par la communauté de communes Somme Sud-Ouest.
Le collège de rattachement est le collège Charles-Bignon d'Oisemont.

## Culture locale et patrimoine

### Lieux et monuments
- Église Notre-Dame-de-la-Nativité. La façade du clocher abrite trois statues de la Vierge dont une dans le clocher. La date de 1586 figure sur le cintre. L'intérieur renferme des éléments du XIIe siècle[35].
- Oratoire route d'Oisemont. Il a été construit par la famille Ternisien de Boiville[35].
- Chapelle funéraire derrière l'église, propriété des Douillet de Cerisy[35].
- Château sur la place du village. Ce château est construit au XIXe siècle, avec son jardin d'agrément[36]. En mai 1945, un ouvrier polonais, domestique de la ferme, est tué par un engin de guerre dans le parc[réf. nécessaire].
- Château rue de la Cavée, face à la rue d'Arleux.
- Croix de tuf, typique du Vimeu : la croix d'Arleux, XIIIe siècle[1].

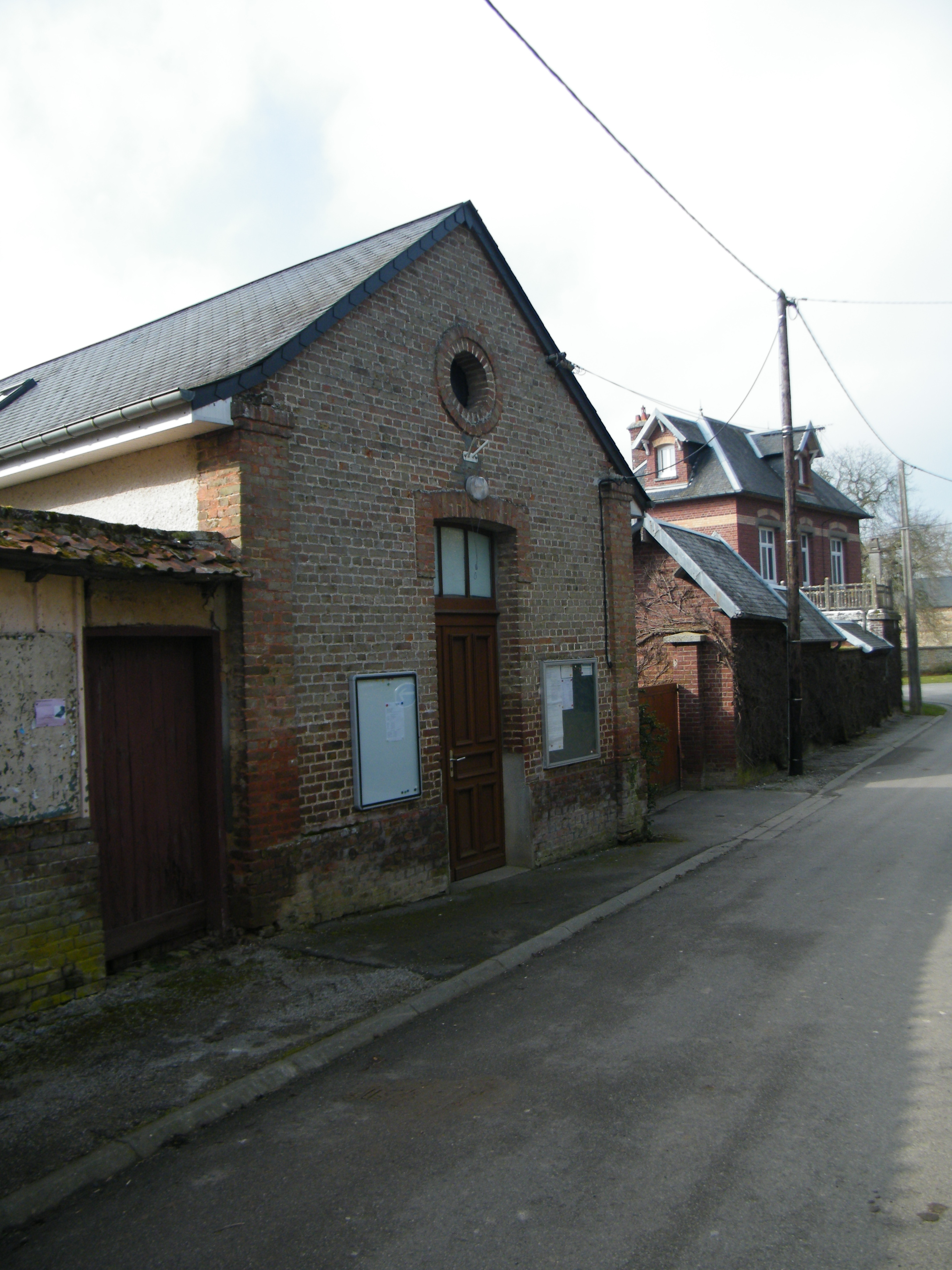
La mairie.
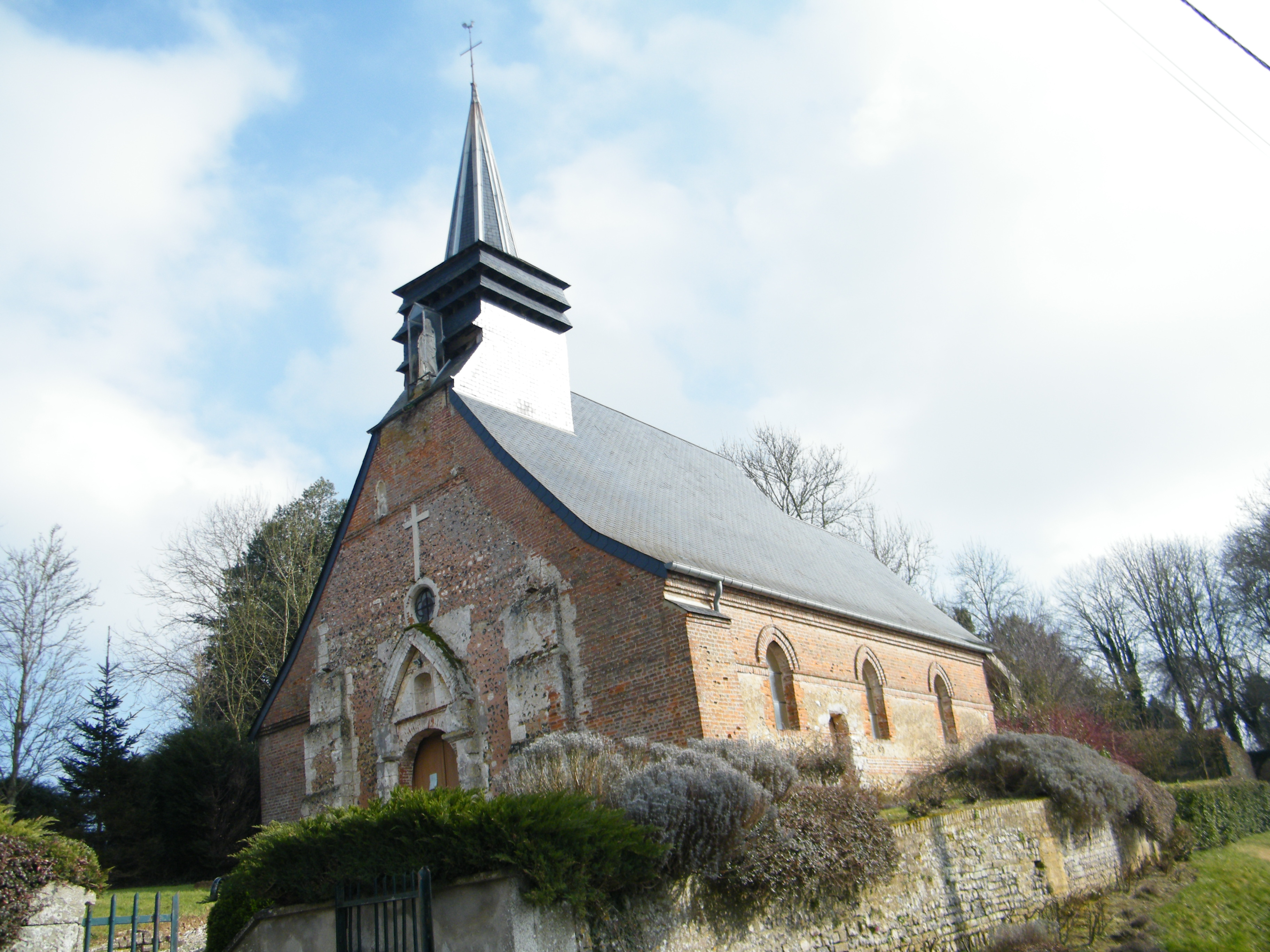
L'église Notre-Dame-de-la-Nativité.
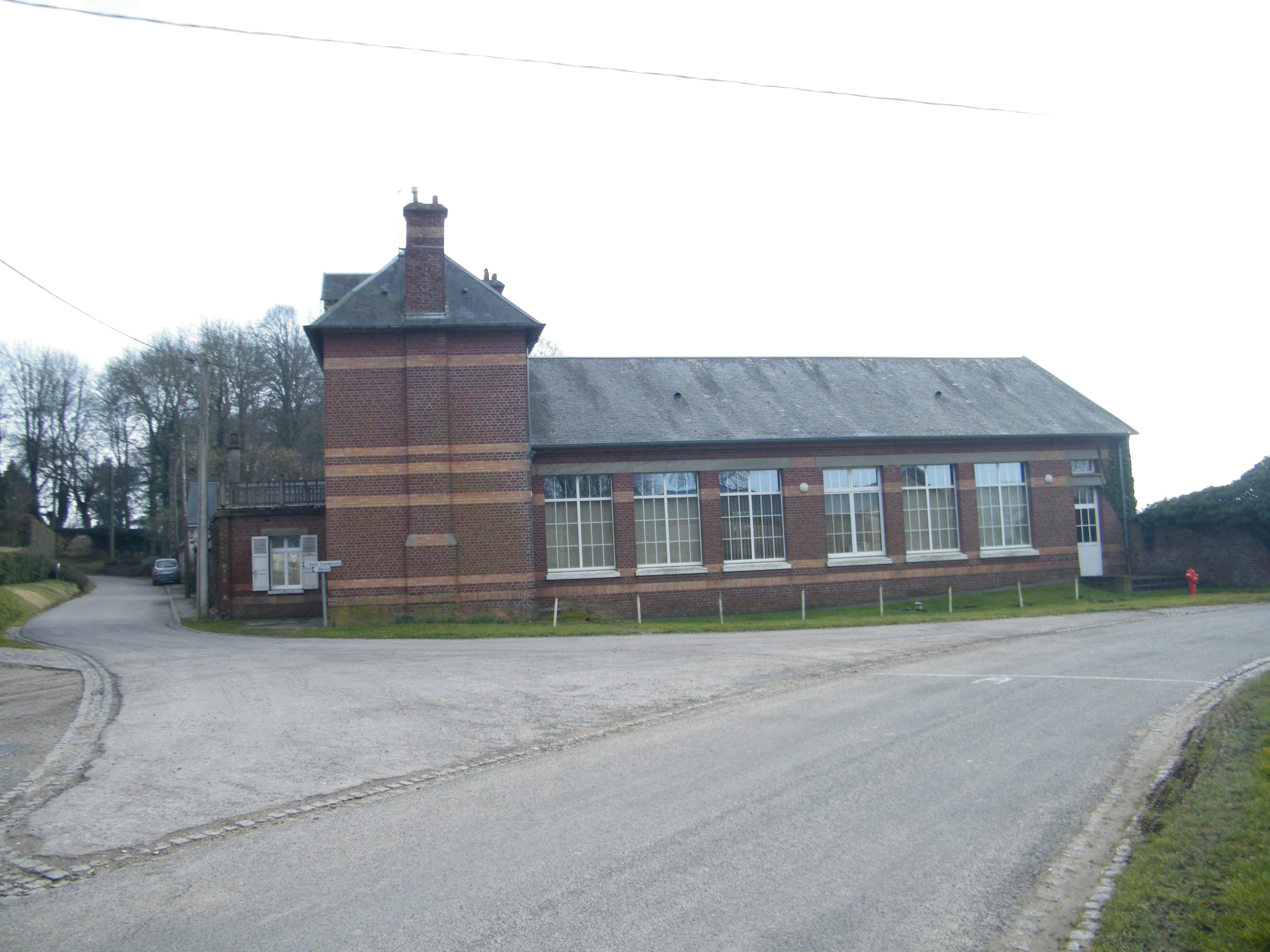
L'ancienne école.
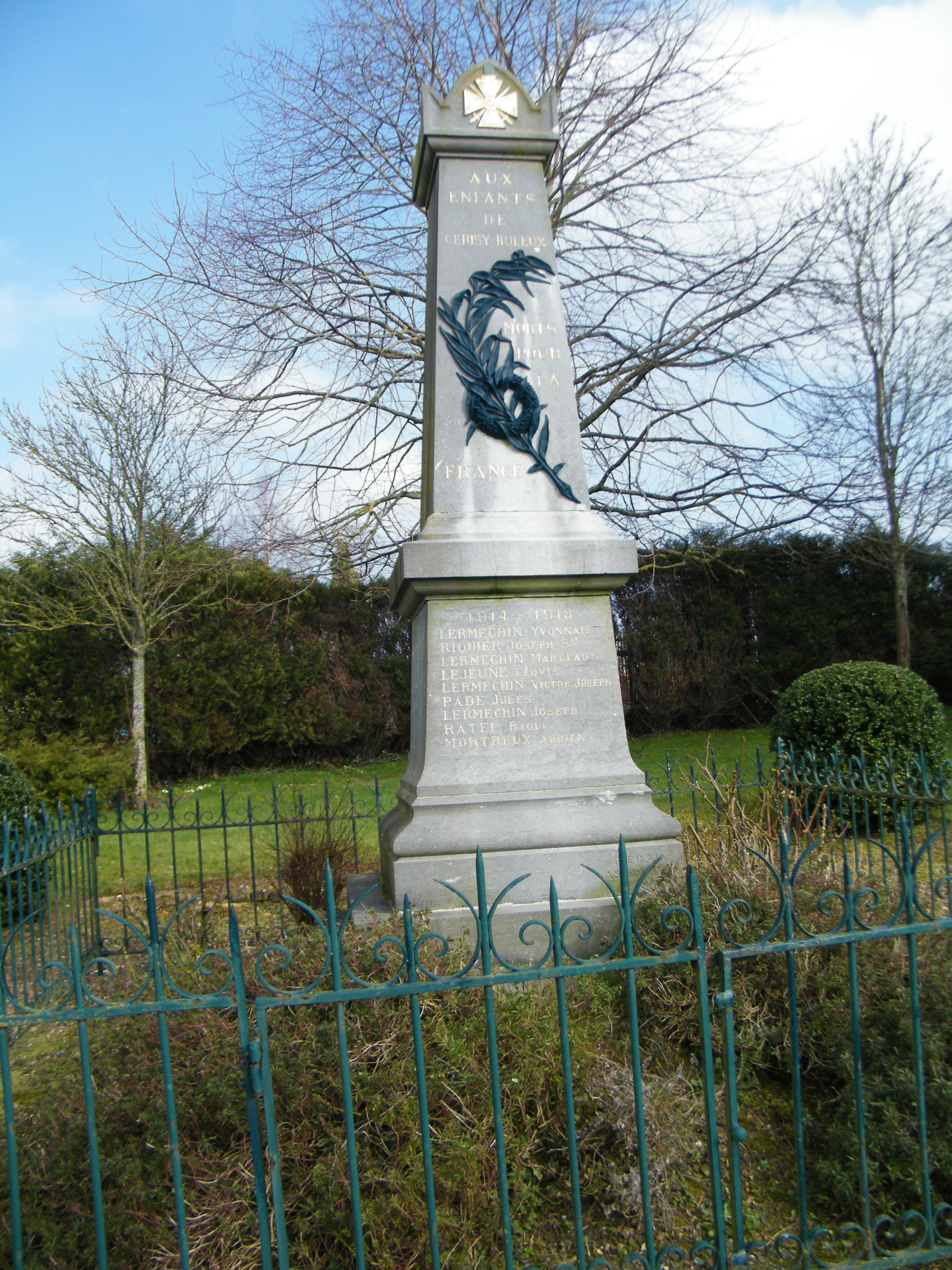
Le monument aux morts.
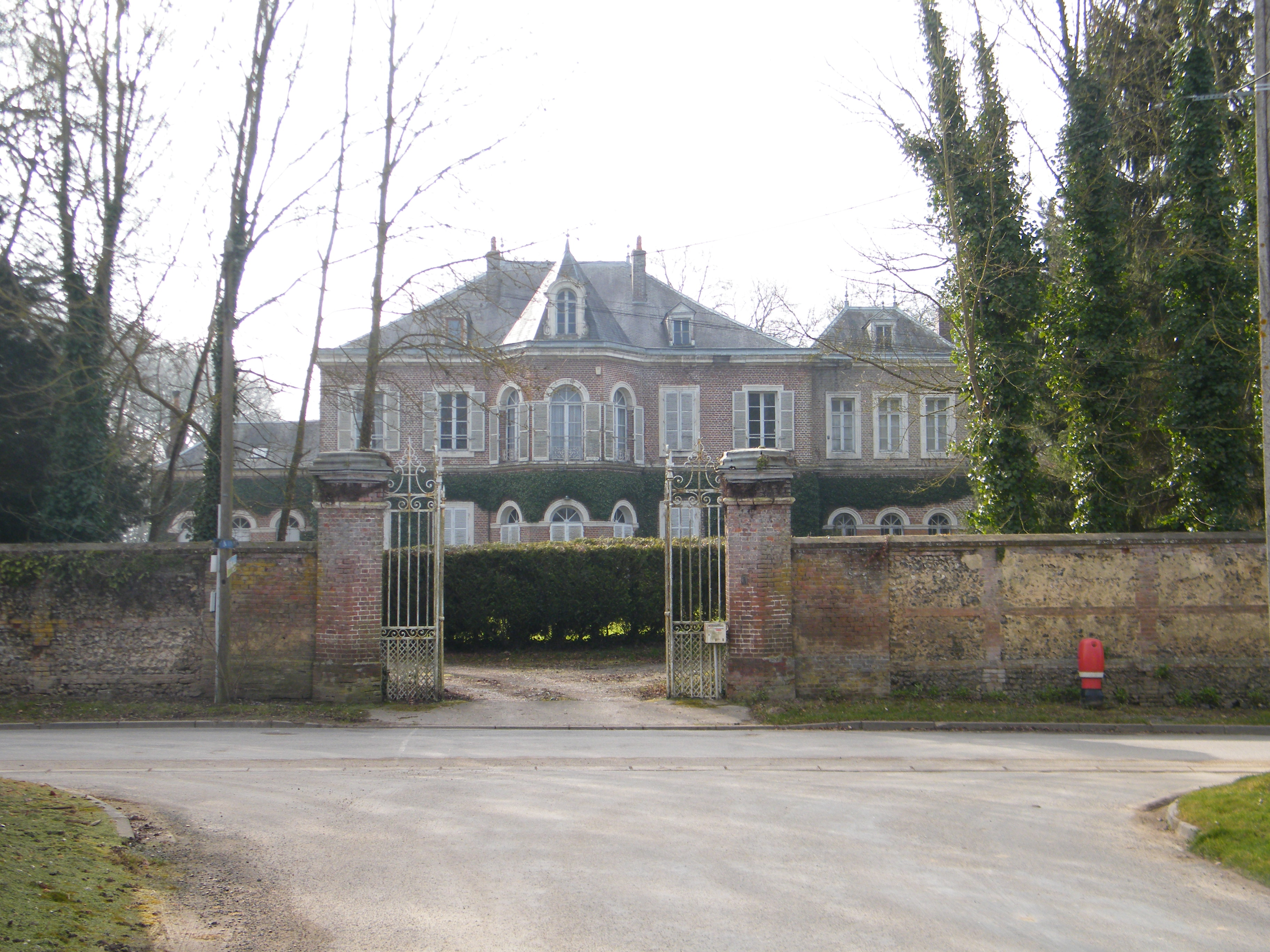
Château, face à la rue d'Arleux.
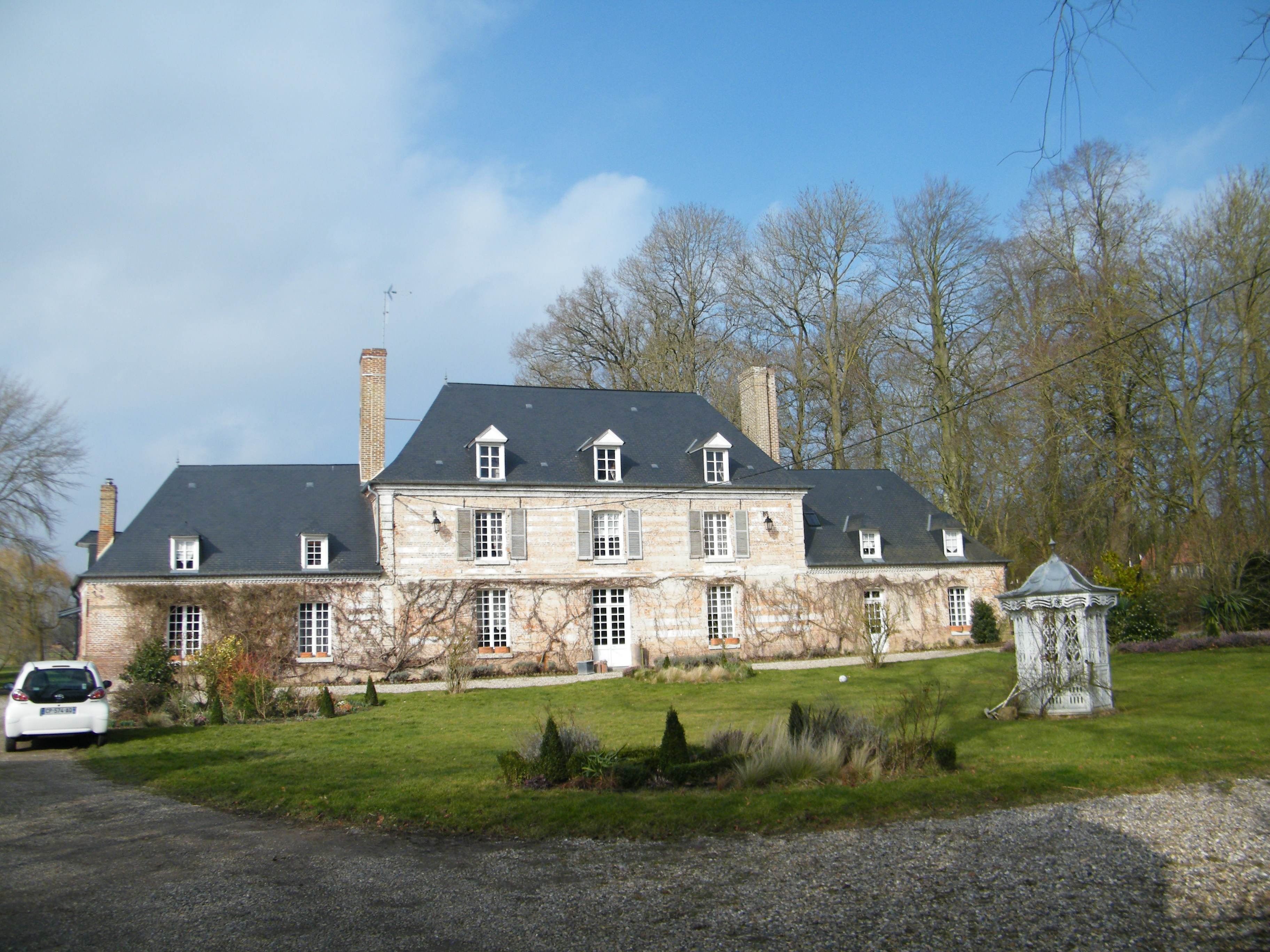
Château, près de l'église.

### Personnalités liées à la commune
- Jean Tagault (?-1546), docteur en médecine, médecin ordinaire du roi François Ier, né à Buleux. Il est l'auteur d'un traité écrit en latin ("Les institutions chirurgiques") qui reste recherché des historiens de la médecine et des bibliophiles (première édition en français à Lyon, chez Guillaume Rouillé en 1549)[37]. En tant que doyen de la faculté des Arts de l'Université de Paris (élu le 7 novembre 1534), Jean Tagault fut le maître de Jacques Houllier, commentateur majeur d'Hippocrate, et fut l'adversaire du médecin et astrologue anversois Jean Thibault ainsi que du médecin et théologien espagnol Michel Servet, tous deux soutenant que la médecine se devait de faire appel à l'astrologie. Des historiens attribuent ainsi à Jean Tagault la réfutation de l'astrologie titrée De vanitate astrologiae judiciariae et divinatricis qui fut composée et offerte au président du Parlement en 1536, année précisément où le Parlement prononça un arrêt réglementant la pratique médicale, la réservant strictement aux docteurs et aux licenciés de la Faculté de Paris. Il est le père de l'homonyme Jean Tagault, philosophe amiénois[38].

### Héraldique
|  | Les armes de la commune se blasonnent ainsi : d'azur au chef d'or. La commune a relevé les armes de la famille De Buleux,. |